# Пальчиков, Николай Евграфович
Николай Евграфович Па́льчиков (27 февраля [11 марта] 1838, село Николаевка Мензелинского уезда Оренбургской губернии — 25 сентября [7 октября], 1888, близ Самары) – русский фольклорист, собиратель народных песен.

## Биография и труды
Родился в русском переселенческом селе Николаевка. По окончании Казанского университета занимался сельским хозяйством в своём имении в Николаевке, служил там в должности мирового посредника. Увлекшись многоголосными крестьянскими песнями, которые слышал в Николаевке, Пальчиков задумал «записать их, и притом так, как поют крестьяне, или по возможности близко к их пению».
Составленный им сборник из 125 песен разных жанров получил широкий отклик современников (перечень отзывов и критических статей опубликован во 2-м издании сборника в 1896 г.) и стал значительной вехой в изучении русского народого многоголосия. Пальчиков нотировал напевы по слуху (фонограф был применён для этой цели позднее Е.Э. Линёвой).
Первоначально Пальчиков имел в виду создание сборника песен с фортепианным сопровождением, однако постепенно отказался от этой мысли как не соответствующей задуманному и нашёл собственный способ записи многоголосия. Добросовестная и тщательная запись сопровождалась постепенным осознанием своеобразия народной хоровой традиции.
«Не уяснив себе еще внутреннего строения песен и слыша от разных лиц разнообразное исполнение одного какого-либо напева, я полагал, что певцы „поют не верно“, пока не попытался сложить два голоса одной и той же песни, записанные от разных исполнителей. Сложенные голоса дали дуэт, но вполне своеобразный. Дуэт этот заставил меня повнимательнее относиться к исполнению певцов и привёл впоследствии к убеждению, что каждый певец и певица не „неправильно“ передают известный напев, а только „своеобразно“, „по-своему“, а это наблюдение дало мне повод предполагать, что если записать побольше голосов и сложить их, то выйдет нечто похожее на крестьянскую песню в хоровом её исполнении». Таким образом, запись велась от отдельных участников хора («от 6 до 10 и более»), а затем сверялась с общим звучанием.
Сравнивая варианты одного и того же напева у разных певцов, Пальчиков пришёл к мысли о природе слышанного им хорового пения, ныне определяемого как гетерофония. «Из разговоров при записывании, мне выяснилась еще та особенность взгляда Николаевских певцов на песни, что они не делают никакого различия между песней одноголосной (для одного голоса) и хоровой. Они прямо говорили мне: „мы этого не разбираем“, „все песни сообща поём“, „каждую песню можно петь вместе“. Вот эти „сообща“, „вместе“, указывают на то, что полным выразителем исполнения песни в Николаевке можно признать только хор, а отдельные певцы поют только как бы элементы или части песни, напевы, из которых в хоре вполне складывается вся песня… Каждый голос воспроизводит по-своему напев (мелодию), и сумма-то этих напевов составляет то, что следовало бы назвать „песней“, так как она воспроизводится вся, со всеми оттенками, исключительно только в крестьянском хоре, а не при единоличном исполнении».
Каждая песня сборника Пальчикова представлена в виде нескольких одноголосных вариантов и выглядит как хоровая партитура. Однако, как отмечает С. И. Пушкина, хоровой партитуры в полном смысле эти записи не представляют: «Дело в том, что при исполнении песни отдельными певцами в разное время у них не может возникнуть ощущение ансамбля: при пении в хоре исполнитель варьирует, индивидуализирует мелодическую основу песни, подстраивая свой голос к общему звучанию, а при сольном исполнении он, напротив, выбирает наиболее яркие интонации основной мелодии, тем самым обобщая в своем варианте особенности многих подголосков».
Пальчиков не распространял свои выводы за пределы того, что он слышал в Николаевке: «Как поют и как поются песни в других местах России, я не знаю, и потому никаких обобщений из моих определений не делаю».
Сборник был впервые издан незадолго до смерти Н. Е. Пальчикова его братом — Анатолием Евграфовичем Пальчиковым, «который также подолгу жил в Николаевке, знал и любил пение крестьян».

## Публикации
- Крестьянские песни, записанные в с. Николаевке, Мензелинского уезда, Уфимской губернии, Н. Пальчиковым. — СПБ, 1888.
- Крестьянские песни, записанные в с. Николаевке, Мензелинского уезда, Уфимской губернии, Н. Пальчиковым. 2-е изд. — М., Изд-во П. Юргенсона, 1896 [с предисловием к 1-му изданию].